# Blaise Duval
Blaise Duval, genannt Duval de Hautmaret (* 4. September 1739 in Abbeville; † 17. Januar 1803 in Neuville bei Montreuil-sur-Mer) war ein französischer Général de division der Kavallerie.

## Leben und Wirken
Als Freiwilliger trat Duval am 20. Februar 1758 in die Garde du corps du roi ein. Er nahm im „Régiment des dragons aux volontaires de Soubise“ am Siebenjährigen Krieg teil und konnte sich mehrfach durch Mut und Tapferkeit auszeichnen. Am 26. März 1762 wurde er zum Sous-lieutenant und am 1. Juli 1766 zum Capitaine befördert. Er diente in Korsika von 1767 bis 1768 und erhielt am 3. März 1774 seine Beförderung zum Lieutenant-colonel. 1776 wurde seine Einheit aufgelöst. Er wurde zunächst zu Infanterie und dann 1779 zum 5erégiment de dragons versetzt.
Im September 1786 war er als Lieutenant du roi (Stellvertreter des Königs) in der Zitadelle von Montreuil eingesetzt, bis dieser Posten am 1. August 1791 abgeschafft wurde. Als Lieutenent-colonel wurde er 1791 Kommandant des „1er bataillon de la Somme“ und am 23. März 1792 als Colonel Kommandant des 6erégiment de dragons.
Am 7. September 1792 wurde er zum Général de brigade befördert und war am 26. November in Pont-sur-Sambre einer der Kommandanten in der Division von Général Francisco de Miranda in der „Armée du Nord“ (Nordarmee).
Am 3. Februar 1793 wurde er zum Général de division befördert und übernahm am 20. Februar 1791 das Kommando über die Provinzen Brabant und Hainaut.
Im März 1793 war er als Kommandant der Zitadelle von Lille eingesetzt und befehligte von hier aus am 14. Mai die festen Plätze Arras, Bapaume, Doullens und Saint-Pol. Am 1. Mai 1797 wurde er Kommandant von Béthune.
Von den Verantwortlichen des Département Pas-de-Calais wurde er zum Kommandanten einer Mobilen Eingreiftruppe bestellt, die im Falle einer britischen Invasion im Küstenabschnitt von Montreuil aufgerufen werden sollte.
Am 5. Dezember 1797 wurde er zur Disposition gestellt. Am 18. Oktober 1800 reaktiviert, übernahm er das Kommando über die „8e demi-brigade de vétérans“ (8. Veteranen-Halbbrigade).
Zwischen 1800 und 1803 war er Mitglied des Conseil général des Départements Pas-de-Calais.
Er war verheiratet mit Marie-Joseph Festamel, mit der er zwei Söhne und drei Töchter hatte.
Blaise Duval starb am 17. Januar 1803 in Neuville und fand seine letzte Ruhestätte auf dem Cimetière vieux (carré militaire) von Montreuil-sur-Mer.

## Ehrungen
- 1778 Chevalier des Ordre royal et militaire de Saint-Louis
- Sein Name findet sich am nördlichen Pfeiler (4. Spalte) des Triumphbogens am Place Charles-de-Gaulle (Paris)
- Eine Kaserne in Montreuil trägt seinen Namen